# Strobilurus torquatus
Strobilurus torquatus — вид ящірок з родини Tropiduridae, неотропічних наземних ящірок. Зустрічається в Бразилії.